# Lobocleta chabora
Lobocleta chabora là một loài bướm đêm trong họ Geometridae.